# کیم مین-سوک (کشتی‌گیر)
کیم مین-سئوک (به کره‌ای: 김민석)| زادهٔ ۹ فوریهٔ ۱۹۹۳ کشتی‌گیر فرنگی‌کار تیم ملی کره‌جنوبی است. وی سابقه حضور در المپیک ۲۰۲۰ توکیو را دارد.
از دستاوردهای وی می‌توان به کسب مدال برنز مسابقات قهرمانی کشتی جهان ۲۰۱۸ و مدال برنز بازی‌های آسیایی ۲۰۱۸ و بازی‌های آسیایی ۲۰۲۲ اشاره کرد. وی سابقه حضور در المپیک ۲۰۲۰ توکیو را دارد.

## مسابقات قهرمانی کشتی جهان ۲۰۱۸
سئوک در وزن ۱۳۰ کیلوگرم کشتی فرنگی مسابقات قهرمانی کشتی جهان ۲۰۱۸ بوداپست حاضر بود که در مسابقه‌های اول تا سوم استفان دیوید از چک، اسکار مارویک از نروژ و آلین الکسوج از رومانی را شکست داد اما در نیمه نهایی به آدام کون از آمریکا باخت و به دیدار رده‌بندی رفت. وی در دیدار رده‌بندی ادوارد پوپ از آلمان را شکست داد و مدال برنز وزن ۱۳۰ کیلوگرم را به دست آورد.